# Mosquer del Roraima
El mosquer del Roraima (Myiophobus roraimae) és un ocell de la família dels tirànids (Tyrannidae).

## Hàbitat i distribució
Habita els boscos, localment a les terres baixes al sud-est de Colòmbia, als tepuis del sud de Veneçuela, oest de Guyana i nord del Brasil i est del Perú.